# 唐可封
唐可封（1532年—？年），字堯臣，號敬亭，四川敘州府富順縣人，民籍，明朝政治人物。

## 生平
嘉靖三十四年（1555年）乙卯科四川鄉試第三十二名舉人，隆慶二年（1568年）戊辰科第二甲第五十名進士。曾任六安州知州、廣東瓊州府知府，萬曆九年（1581年）陞廣東按察司提學副使。

## 家族
曾祖唐深，祖唐紹安，父唐愛，母司氏；繼母劉氏。具慶下。兄可華。弟可績；可試。